# Сад Син-Эдогава
Сад Син-Эдогава (яп. 新江戸川区公園 Син-Эдогава ко:эн) — старинный японский сад, расположенный неподалёку от реки Канда в районе Бункё в Токио. Название означает Новый сад у реки Эдо. Причина в том, что до 1965 года этот участок реки Канда назывался Эдогава (река Эдо). Площадь, занимаемая садом, составляет 18 547 м².
Изначально эти земли были второй резиденцией самурайского клана Хосокава, который в конце периода Эдо управлял областью Кумамото. Позднее здесь находилась основная резиденция семьи Хосокава. В 1959 году сад был передан в дар городу.
Сад частично расположен на склоне холма, на котором находятся дорожки и смотровые площадки, а также источник, питающий расположенные ниже пруды. В прудах плавают красные карпы. Сад украшают каменные фонари и пагода, бамбуковые изгороди. Здание у входа было построено в эпоху Тайсё и служило местом обучения членов семьи Хосокава.
Сад находится в 15 минутах ходьбы от станции метро Эдогавабаси и в 7 минутах ходьбы от станции Васэда трамвайной линии Аракава. Часы работы: 9:00 — 17:00, вход свободный.
Парк Син-Эдогава и музей Эйсэй-Бунко соединены воротами, которые открыты с 10:00 до 16:00.

## Галерея
|  |  |  |  |